# Draft de l'NBA del 2000

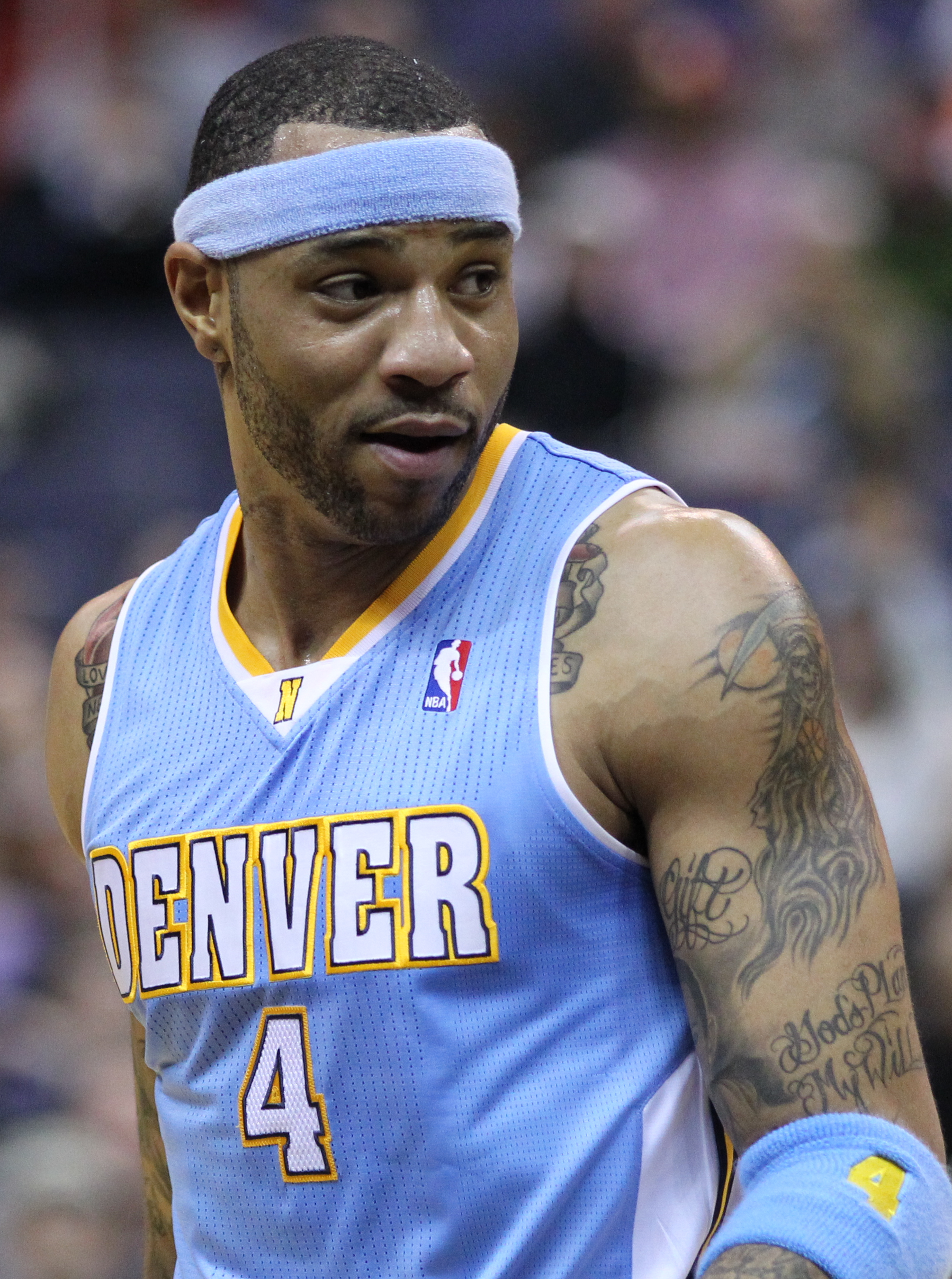
Kenyon Martin, primer del draft de l'any 2000.

El Draft de l'NBA del 2000 es va celebrar el 28 de juny a Minneapolis, Minnesota. És considerat com el pitjor draft des del de 1986, per la seva escassa quantitat de jugadores convertits posteriorment en All Star. Només 3 jugadors han participat en aquest partit entre les dues rondas, i són molt pocs els jugadors de primera ronda que continuen jugant avui en dia a l'NBA.

## Primera ronda
|  | = All-Star |

| Posició | Jugador                       | Nacionalitat | Equip de l'NBA                                                                                      | Origen (Universitat/club)        |
| ------- | ----------------------------- | ------------ | --------------------------------------------------------------------------------------------------- | -------------------------------- |
| 1       | Kenyon Martin (PF)            | Estats Units | New Jersey Nets                                                                                     | Cincinnati                       |
| 2       | Stromile Swift (PF/C)         | Estats Units | Vancouver Grizzlies                                                                                 | LSU                              |
| 3       | Darius Miles (SF/SG)          | Estats Units | Los Angeles Clippers                                                                                | East St. Louis HS (Illinois)     |
| 4       | Marcus Fizer (PF)             | Estats Units | Chicago Bulls                                                                                       | Iowa State                       |
| 5       | Mike Miller (SF/SG)           | Estats Units | Orlando Magic                                                                                       | Florida                          |
| 6       | DerMarr Johnson (SG/SF)       | Estats Units | Atlanta Hawks                                                                                       | Cincinnati                       |
| 7       | Chris Mihm (C/PF)             | Estats Units | Chicago Bulls (traspassat a Cleveland per Jamal Crawford i diners)                                  | Texas                            |
| 8       | Jamal Crawford (SG)           | Estats Units | Cleveland Cavaliers (traspassat a Chicago per Chris Mihm)                                           | Michigan                         |
| 9       | Joel Przybilla (C)            | Estats Units | Houston Rockets (traspassat a Milwaukee per Jason Collier i una futura ronda de draft)              | Minnesota                        |
| 10      | Keyon Dooling (SG)            | Estats Units | Orlando Magic (des de Denver, traspassat a L.A. Clippers amb Corey Maggette, Derek Strong i diners) | Missouri                         |
| 11      | Jérome Moïso (PF)             | França       | Boston Celtics                                                                                      | UCLA                             |
| 12      | Etan Thomas (PF/C)            | Estats Units | Dallas Mavericks                                                                                    | Syracuse                         |
| 13      | Courtney Alexander (SG)       | Estats Units | Orlando Magic (traspassat a Dallas per una futura elecció de draft)                                 | Fresno State                     |
| 14      | Mateen Cleaves (PG)           | Estats Units | Detroit Pistons                                                                                     | Michigan State                   |
| 15      | Jason Collier (C)             | Estats Units | Milwaukee Bucks (traspassat a Houston per Joel Przybilla)                                           | Georgia Tech                     |
| 16      | Hidayet "Hedo" Türkoğlu (SF)  | Turquia      | Sacramento Kings                                                                                    | Efes Pilsen (Turquia)            |
| 17      | Desmond Mason (SF/SG)         | Estats Units | Seattle SuperSonics                                                                                 | Oklahoma State                   |
| 18      | Quentin Richardson (SF/SG)    | Estats Units | Los Angeles Clippers (des de Toronto via Atlanta, Philadelphia i New York)                          | DePaul                           |
| 19      | Jamaal Magloire (C)           | Canadà       | Charlotte Hornets                                                                                   | Kentucky                         |
| 20      | Craig "Speedy" Claxton (PG)   | Estats Units | Philadelphia 76ers                                                                                  | Hofstra                          |
| 21      | Morris Peterson (SF/SG)       | Estats Units | Toronto Raptors (des de Minnesota)                                                                  | Michigan State                   |
| 22      | Donnell Harvey (SF)           | Estats Units | New York Knicks (traspassat amb John Wallace a Dallas per Erick Strickland i Pete Mickeal)          | Florida                          |
| 23      | DeShawn Stevenson (SG)        | Estats Units | Utah Jazz (des de Miami)                                                                            | Washington Union HS (Fresno (CA) |
| 24      | Dalibor Bagarić (C)           | Croàcia      | Chicago Bulls (des de San Antonio)                                                                  | KK Zagreb (Croàcia)              |
| 25      | Iakovos "Jake" Tsakalidis (C) | Grècia       | Phoenix Suns                                                                                        | AEK (Grècia)                     |
| 26      | Mamadou N'Diaye (C)           | Senegal      | Denver Nuggets (des de Utah)                                                                        | Auburn                           |
| 27      | Primoz Brezec (C)             | Eslovènia    | Indiana Pacers                                                                                      | Olimpija (Eslovènia)             |
| 28      | Erick Barkley (PG)            | Estats Units | Portland Trail Blazers                                                                              | St. John's                       |
| 29      | Mark Madsen (PF)              | Estats Units | Los Angeles Lakers                                                                                  | Stanford                         |

## Segona Ronda
| Posició | Jugador               | Nacionalitat  | Equip de l'NBA                                                                                           | Origen (Universitat/club)          |
| ------- | --------------------- | ------------- | --- | ---------------------------------- |
| 30      | Marko Jaric (G)       | RF Iugoslàvia | Los Angeles Clippers                                                                                     | Fortitudo Bologna (Itàlia)         |
| 31      | Dan Langhi (PF)       | Estats Units  | Dallas Mavericks (des de Chicago, traspassat a Houston per Eduardo Nájera i una futura elecció de draft) | Vanderbilt                         |
| 32      | A.J. Guyton (PG)      | Estats Units  | Chicago Bulls (des de Golden State)                                                                      | Indiana                            |
| 33      | Jake Voskuhl (C)      | Estats Units  | Chicago Bulls (des de Vancouver via Houston)                                                             | UConn                              |
| 34      | Khalid El-Amin (PG)   | Estats Units  | Chicago Bulls (des deAtlanta)                                                                            | UConn                              |
| 35      | Mike Smith (F)        | Estats Units  | Washington Wizards                                                                                       | Louisiana-Monroe                   |
| 36      | Soumaila Samake (C)   | Mali          | New Jersey Nets                                                                                          | Cincinnati Stuff (IBL)             |
| 37      | Eddie House (SG)      | Estats Units  | Miami Heat (des de Cleveland via Denver)                                                                 | Arizona State                      |
| 38      | Eduardo Nájera (SF)   | Mèxic         | Houston Rockets (traspassat a Dallas per Dan Langhi)                                                     | Oklahoma                           |
| 39      | Lavor Postell (SG)    | Estats Units  | New York Knicks (des de Boston)                                                                          | St. John's                         |
| 40      | Hanno Möttölä (SF/PF) | Finlàndia     | Atlanta Hawks (des deDenver)                                                                             | Utah                               |
| 41      | Chris Carrawell (SG)  | Estats Units  | San Antonio Spurs (des de Orlando)                                                                       | Duke                               |
| 42      | Olumide Oyedeji (PF)  | Nigèria       | Seattle SuperSonics                                                                                      | Würzburg (Alemanya)                |
| 43      | Michael Redd (SG)     | Estats Units  | Milwaukee Bucks                                                                                          | Ohio State                         |
| 44      | Brian Cardinal (PF)   | Estats Units  | Detroit Pistons                                                                                          | Purdue                             |
| 45      | Jabari Smith (C)      | Estats Units  | Sacramento Kings                                                                                         | LSU                                |
| 46      | DeeAndre Hulett (G)   | Estats Units  | Toronto Raptors                                                                                          | College of the Sequoias            |
| 47      | Josip Sesar (G)       | Croàcia       | Seattle SuperSonics (traspassat a Boston per dues futures eleccions de draft)                            | Cibona Zagreb (Croàcia)            |
| 48      | Mark Karcher (PG)     | Estats Units  | Philadelphia 76ers                                                                                       | Temple                             |
| 49      | Jason Hart (PG)       | Estats Units  | Milwaukee Bucks (des de Charlotte)                                                                       | Syracuse                           |
| 50      | Kaniel Dickens (F)    | Estats Units  | Utah Jazz (des de New York)                                                                              | Idaho                              |
| 51      | Igor Rakočević (G)    | RF Iugoslàvia | Minnesota Timberwolves                                                                                   | Estrella Roja Belgrad (Iugoslàvia) |
| 52      | Ernest Brown (C)      | Estats Units  | Miami Heat                                                                                               | Indian Hills CC                    |
| 53      | Dan McClintock (C)    | Estats Units  | Denver Nuggets (des de Phoenix)                                                                          | Northern Arizona                   |
| 54      | Cory Hightower (G)    | Estats Units  | San Antonio Spurs (traspassat a L.A. Lakers per dues futures eleccions de draft)                         | Indian Hills CC                    |
| 55      | Chris Porter (F)      | Estats Units  | Golden State Warriors (des de Utah)                                                                      | Auburn                             |
| 56      | Jaquay Walls (G)      | Estats Units  | Indiana Pacers                                                                                           | Colorado                           |
| 57      | Scoonie Penn (G)      | Estats Units  | Atlanta Hawks                                                                                            | Ohio State                         |
| 58      | Pete Mickeal (F)      | Estats Units  | Dallas Mavericks (des de L.A. Lakers, traspassat a New York)                                             | Cincinnati                         |